# Ktezjasz
Ktezjasz (stgr. Κτησίας Ktēsias, łac. Ctesias, ur. po 440 p.n.e., zm. po 380 p.n.e.) – grecki historyk i lekarz, pochodzący z Knidos w Karii w Azji Mniejszej. Znajdując się w perskiej niewoli, przez 17 lat był lekarzem króla perskiego Artakserksesa II. Był autorem Historii perskiej (Περσικά Persika - w 23 księgach) i monografii O Indiach (Ἰνδικά Indika), w której zawarł wiele fantastycznych informacji o faunie i florze tamtego regionu. Dzieło to zachowało się we fragmentach głównie u Diodora Sycylijskiego i w Bibliotece Focjusza. Napisał również Opłynięcie Azji, które się nie zachowało.
Swoje główne dzieło (Dzieje Persji) pisał będąc naocznym świadkiem wydarzeń lub w oparciu o relacje perskich świadków. W wielu kwestiach dzieło sprzeczne z Dziejami Herodota, którego Ktezjasz miejscami nazywa kłamcą i bajkopisarzem. Dzieje Persji Ktezjasza były źródłem dla Diodora. Z dzieła Ktezjasza pochodzi historia o powstaniu Arbacesa przeciwko Sardanapalowi, na której oparli swoje dzieła literackie George Gordon Byron (tragedia Sardanapal) i Edwin Atherstone (Upadek Niniwy).